# Frederick Merriman
Frederick Harris Merriman (Chipping Campden, Gloucestershire, 18 de maig de 1873 – Gloucester, Gloucestershire, 27 de juny de 1940) va ser un esportista anglès que va competir a primers del segle xx.
El 1908 va prendre part en els Jocs Olímpics de Londres, on guanyà la medalla d'or en la prova del joc d'estirar la corda formant part de l'equip City of London Police.